# Raymond Thelen

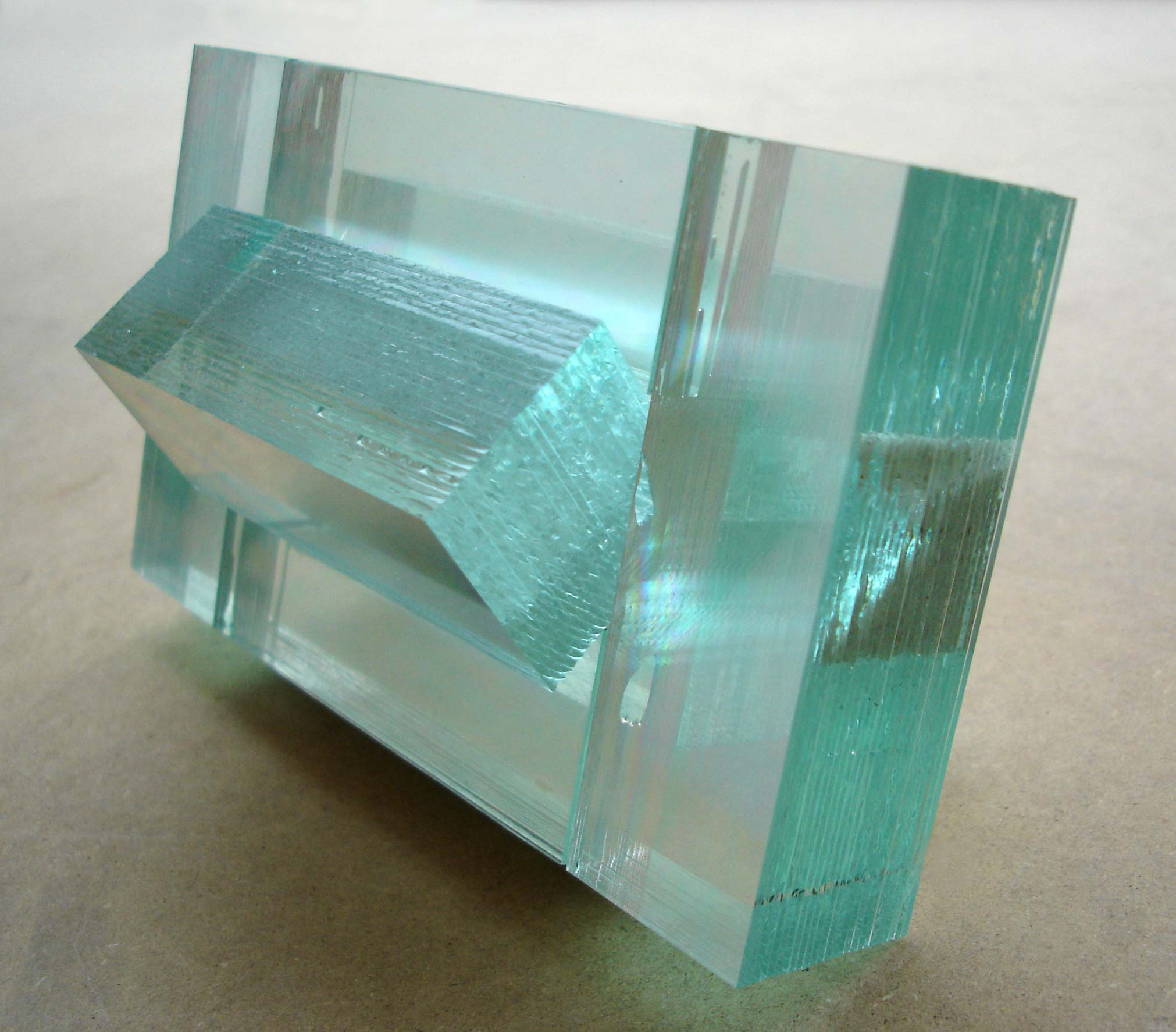
Edition 1 (9 × 12 × 7,5 cm) aus der Serie organisch/anorganisch, 2006

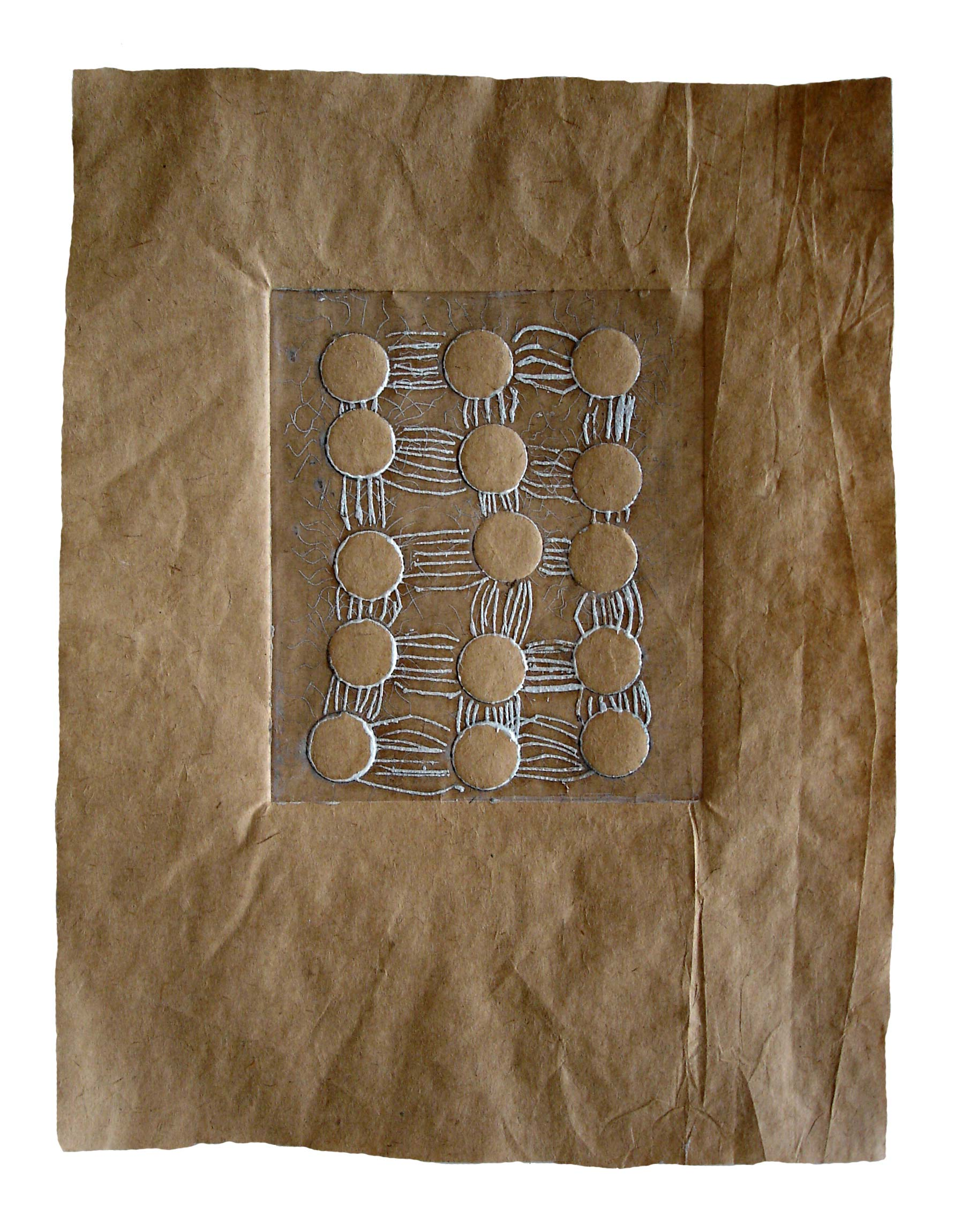
Edition 2 (24 × 16 cm) aus der Serie organisch/anorganisch, 2006

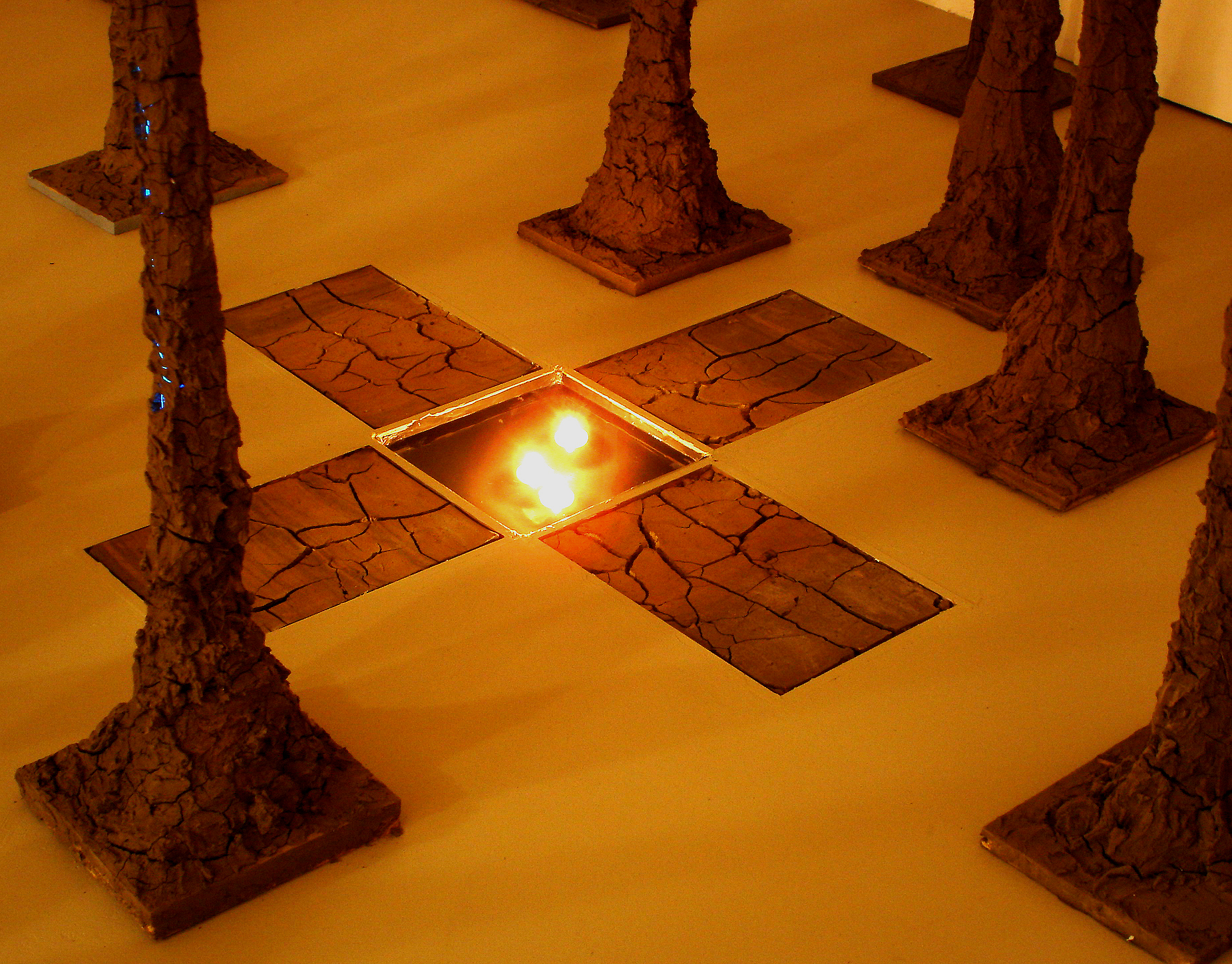
Tempel des Ich, Ausstellung dielektrikum, Galerie plan.d., Düsseldorf 2005

Raymond Thelen (* 1955 in Düsseldorf) ist ein deutscher Künstler.

## Biografie
Nach der Ausbildung zum Steuerfachwirt (1976–1979) und dem Studium der Rechtswissenschaften an der Universität zu Köln (1980–1985) studierte Raymond Thelen bei Rolf Sackenheim und Beate Schiff an der Kunstakademie Düsseldorf (1984–1987). Es folgten Studienaufenthalte in Südfrankreich, Italien, Griechenland und Israel.
Parallel zu seinen künstlerischen Aktivitäten, arbeitete Raymond Thelen als Landschaftsplaner (1984–1989) und gründete ein Dienstleistungsunternehmen im Bereich Netzwerktechnik (1986).
Der Künstler ist Mitglied der Produzentengalerie plan.d. Er lebt in Ratingen bei Düsseldorf.

## Werk
Raymond Thelens künstlerische Schwerpunkte liegen in den 80er und 90er Jahren bei Malerei und Radierung. Seit 2005 wendet er sich verstärkt der skulpturalen Arbeit zu.
Inhaltlich greift der Künstler semantische Fragestellungen unter wahrnehmungspsychologischen Prämissen auf. Raymond Thelen: „Sehen ist Wissen und Wissen ist Sehen.“ Exemplarisch thematisiert er den unhinterfragten Umgang mit Begriffen wie 'organisch' und 'anorganisch' in den Bereichen von Kunstproduktion und Kunstkritik.
Metaphysische Fragestellungen, in deren Zentrum die Beziehung von Kunst, Spiritualität und Wissenschaft stehen, finden zunehmend Eingang in Thelens künstlerisches Werk.

## Aktivitäten (Auswahl)
- 1979: Mitbegründer der AUXILIUM Kunstbildungsstätte in Düsseldorf
- 1984: Gründung der Station Kunst in Ratingen
- 1986: Gründung der Initiative Kunst und Kultur in Ratingen

## Einzelausstellungen (Auswahl)
- 2000:	 Partitur in 9 Bildern, Goetheinstitut Izmir, Türkei
- 2005: Dielektrikum, Galerie plan.d., Düsseldorf (mit Sonja Tintelnot)
- 2006: organisch – anorganisch, Vestischer Künstlerbund, Recklinghausen (mit Christa von Seckendorff)
- 2006: spring-zeit, Galerie plan.d., Düsseldorf (mit Ansgar Skiba und Zipora Rafaelov)

## Ausstellungsbeteiligungen (Auswahl)
- 2002: primavera en la habana, Musikstück in 9 Bildern, Havanna, Cuba
- 2006: Rückraum. Ideen für Installationen und raumbezogene Arbeiten, Netzhaus, Düsseldorf
- 2006: Adventskalender, Netzhaus, Düsseldorf